# UN Watch
UN Watch, de nombre completo United Nations Watch, es una organización no gubernamental cuya misión declarada es la de supervisar la actuación de las Naciones Unidas para asegurar que respete su propia Carta. Sus centros de interés incluyen la reforma de la gestión de la ONU, la ONU y la sociedad civil, y la igualdad de trato de sus países miembros, dado que UN Watch considera que la ONU aplica una atención desproporcionada y un trato injusto a Israel. Declara luchar contra el antisemitismo y toda forma de racismo y discriminación, contra los que hace campaña en organismos internacionales.
Con sede en Ginebra (Suiza), fue fundada en 1993 por el abogado por los derechos humanos, Morris B. Abram, que era entonces representante de los Estados Unidos en la sede europea de la ONU en esa ciudad, y que había sido presidente del Comité Judío Estadounidense, de la Coalición Nacional de Apoyo a los Judíos de Eurasia y de la Conferencia de Presidentes de las Mayores Organizaciones Judías de los Estados Unidos. De 1993 a 2000, UN Watch fue afiliada al Congreso Judío Mundial y a partir de 2001 al Comité Judío Estadounidense. Desde 2013 ya no tiene afiliación a ningún organismo, es totalmente independiente y se financia gracias a donaciones benéficas.
El presidente de UN Watch es el diplomático Alfred H. Moses.
La agencia de noticias Agence France-Presse ha descrito a UN Watch como «un grupo de presión con fuertes vínculos con Israel».  Así mismo la Agencia Telegráfica Judía ha descrito a UN Watch como una organización pro-Israel.